# غرفة التبريد

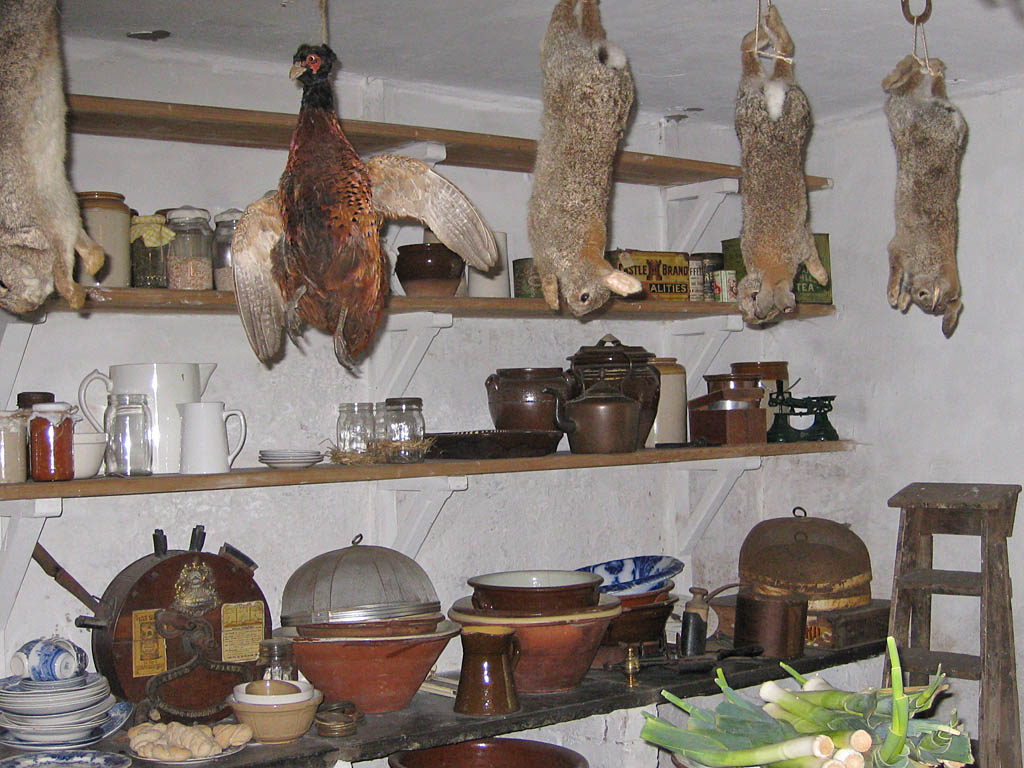

## غرفة التبريد
هي عبارة عن مساحة باردة تُستخدم لتخزين الطعام قبل استخدامه. شاع استخدام غرف التبريد في المنازل قبل انتشار الثلاجة، لكنه اقتصر على الطبقات الوسطى.

### المواصفات الأساسية
- أن تتسم بالبرودة بقدر الإمكان
- أن تكون على مقربة من مناطق إعداد الطعام
- أن تكون مصممًا لإبعاد ذبابة المنزل والكائنات الضارة
- أن يسهُل تنظيفها
- أن تكون مزودة بالرفوف والخزانات التي تصلح لتخزين الطعام

### الوصف
في نصف الكرة المالي، يتم تنظيم معظم المنازل بحيث يقع كلُ من المطبخ وغرفة التبريد في الجانب الشمالي أو الغربي من المنزل، حيث يتعرض لأقل مقدار من آشعة الشمس. في أستراليا ونيوزلندا، توضع غرف التبريد في الجانب الجنوبي أو الشرقي للسبب نفسه.
تحتوي معظم غرف التبريد على نوافذ صغيرة غير مزجزجة وتكون فتحة النافذة مُعشّقة جيدًا ومغطاة بشبكة، الأمر الذي يسمح بتوزيع الهواء وفي الوقت نفسه لا يسمح بدخول الذباب. ولمعظم غرف التبريد جدران مُبلَّطة أو مطلية لتبسيط عملية التنظيف. تحتوي غرف التبريد الأقدم لاسيما، تلك المستخدمة في المنازل الكبيرة، على خطافات في السقف لتعليق قطع اللحم العملاقة. بينما يحتوي البعض على حاويات معزولة للجليد، كان ذلك بمثابة تنبؤ بالتطور المستقبلي للثلاجات.
قد تحتوي خزانة المؤن على بلاطة حجر أو رف يستخدم للاحتفاظ بالطعام باردًا قبل أن يتوفر التبريد على المستوى المحلي. في قاعات العصور الوسطى في فترة متأخرة، كان من الممكن أن تكون بلاطة الحجر أو الرف مناسبة لغرفة التبريد. في المنازل كبيرة الحجم أو متوسطة الحجم، كان من الممكن وضع هذه الغرف في منطقة منخفضة من المنزل بقدر الإمكان أو على نحو ملائم للاستفادة من كتلة الأرض من للاحتفاظ بدرجة حرارة منخفضة في الصيف، لهذا السبب كان يُطلق على غرفة المؤن السرداب في هذه المرحلة.

### المنازل الحديثة
يحتوي عدد قليل جدًا من المنازل الحديثة على غرف التبريد، حيث أشبعت الثلاجات والمجمدات الحاجة إلى غرف التبريد، بالإضافة إلى الرفاهية محلات البقالة الحديثة التي قضت على الحاجة لتخزين الطعام لفترات طويلة.

### الاشتقاق
في اللغة الإنجليزية في العصور الوسطى (مخزن اللحوم): مشتقة من الكلمة الفرنسية lardier القديمة من اللانينية الوسطى lardarium من laridum.
"في الماضي، لاسيما في المجتمعات الريفية، كان الخنزير مصدرًا حييًا للغذاء في فصل الشتاء؛ حيث يمكن تمليحه وحفظه ويمكن تناول أيّ جزء منه فيما عدا صريره (يلزم التوضيح: هل هناك جزء من الخنزير يشار إليه باستخدام كلمة "squeak" أم أنها تشير إلى الصوت الذي يصدره الخنزير، لم أعثر على أيّة معلومات تفيد بأن هناك جزء من الحيوان يُعرف بهذا الاسم)، وينعكس ذلك في كلمة "larder" غرفة التبريد، التي كانت تشير إلى تخزين لحم الخنزير المقدد، وتعود أيضًا إلى الكلمة الفرنسية التي تعني الخنزير الذي ينتج عنه "lard" (الإنجليزية في العصور الوسطى) أو "lardon" (الإنجليزية في نهاية العصور الوسطى) أيّ قطعة من اللحم المقدد.

### التاريخ
كانت الأسر في العصور الوسطى تستخدم كلمة "larder" غرفة التبريد للإشارة إلى كلٍ من القسم المسؤول عن حفظ المربى واللحوم والأسماك والغرفة التي تُحفَظ فيها هذه السلع. استخدم سكان اسكتلندا كلمة «سبينس» للإشارة إلى غرف التبريد. كان القسم ملحقًا بالمطبخ ولم يكن موجودًا بشكل منفصل إلا في الأسر الكبيرة. وكان هذا القسم متصلاً بالأقسام الأخرى من المطبخ مثل قسم إعداد الصلصات والحلوى.
كانت غرف التبريد تُستخدَم في قرية نهر السند لتخزين عظام الماعز والثيران والأغنام، وكانت هذه الخزانات مصنوعة من الأواني الفخارية الضخمة.